# ان‌جی‌سی ۷۰۰۲
ان‌جی‌سی ۷۰۰۲ (انگلیسی: NGC 7002) یک کهکشان بیضوی بزرگ در فاصله ۳۲۰ میلیون سال نوری از زمین در صورت فلکی هندی جای دارد.  این کهکشان توسط اخترشناس انگلیسی جان هرشل در ۳۰ سپتامبر ۱۸۳۴ کشف شد.